# Заозерье (Раменский район)
Заозерье — деревня в Раменском районе Московской области, входит в сельское поселение Островецкое, расположена на левом берегу Москвы-реки, в 6 км от железнодорожной станции Быково.

## Население
| 1926 | 2002 | 2010 |
| ---- | ---- | ---- |
| 368  | ↘169 | ↗235 |